# サクヤコノハナ
サクヤコノハナ（Sakuya Konohana）は、芸能プロダクションLIVE PLANETに所属する女性アイドルグループ。通称はサクハナ。

## 概要
事務所の先輩グループであるアキシブprojectの新メンバーオーディションや、TWIN PLANET ENTERTAINMENTが主催したオーディション「NEXT BREAK AUDITION」の候補者などから集められた関西出身・在住メンバーによって2016年秋ごろに結成された。結成の経緯やそのグループ名から「関西を拠点に活動するアイドル」と一応は位置づけられるが、当初から現在に至るまで東海地区でも盛んにライブを行っており、また昨今はメンバーに関東出身・在住者が増え、関東圏でのライブ活動の頻度が関西でのそれを上回る事もしばしばである。昨今のライブアイドル界によく見られるステージングの先鋭的な過激さとは一線を画した、いわゆる「王道アイドル路線」での活動を貫く。
グループ名は古今和歌集に収められた王仁の和歌『難波津に 咲くやこの花 冬ごもり 今は春べと 咲くやこの花』に由来する。

## 略歴
- 2017年
  - 3月11日 - 大阪のライブハウス京橋Arcで開催された、アキシブproject、同じく事務所の先輩グループDREAMING MONSTERとの3マンライブにてグループお披露目。
  - 5月～6月 - 7月22日・23日に開催のアイドルフェス「SEKIGAHARA IDOL WARS 2017～関ケ原唄姫合戦～」の出演権をかけた予選会にデビューわずか2か月のキャリアで出場し、20組中総合4位の成績で開催日2日間の出演権を獲得。またその後行われたメインステージ出演権をかけた最終決戦においては、強豪グループを退け見事1位を獲得した。
  - 8月13日 - 関西地区のローカルアイドルマガジン「IDOL FILE」主催のコンテスト「KANSAI IDOL QUEEN 2017」において、63人のエントリーの中から瀬山まどかがグランプリを獲得[2]。
  - 11月18日 - 大阪のライブハウスESAKA MUSEにて「サクヤコノハナ1stワンマンLIVE＠江坂MUSE～ずっと夢見てた場所へ 奇跡を描いて行こう～」を開催。
  - 11月26日 - 第7回大阪マラソンのフォロー企画「関西アイドル マラソン秋の陣」のメンバーに選出された辰野梨沙がフルマラソンに出場。4時間54分59秒の記録で完走[3]。
  - 12月7日 - 難波みのりが学業優先のため休養を発表（～3月10日）。
- 2018年
  - 1月10日 - シングル「ココロノトビラ」でメジャーデビュー。オリコンデイリーチャートで初登場4位、ウイークリーチャートで11位を獲得。
  - 2月11日 - 先輩グループHIGH SPIRITSとの2マンライブ全国ツアーを東京のライブハウスZirco Tokyoからスタート（東名阪福全国5か所で開催）。
  - 3月11日 - 大阪のライブハウスESAKA MUSEにて「サクヤコノハナ 定期公演 vol.06 ~サクヤコノハナ 1st Anniversary SP~」を開催。この公演より休養中の難波みのりが復帰。
  - 3月25日 - 名古屋のライブハウスNAGOYA ReNY limitedにて「サクヤコノハナ 2nd ワンマンLIVE@名古屋ReNY～走り抜けろ僕らはみな希望の光～」を開催。
  - 4月12日 - 辰野梨沙、宮口愛絵里がグループからの卒業を発表。
  - 4月22日 - 滋賀県東近江市で開催された「ももいろクローバーZ「ももクロ春の一大事2018 in 東近江市」サテライトパーク「SFP-しがフレンドパーク-」〜FUMIHICO COP〜」に出演。
  - 5月26日 - 大阪のライブハウスBIG CATにて「サクヤコノハナ 3rdワンマンLIVE＠大阪BIG CAT～踊って 笑って 舞って 笑って～」を開催。
  - 6月2日 - 東京新木場Studio Coastで開催の「アイドル甲子園 in 新木場STUDIO COAST」に出演。
  - 6月6日 - 「サクヤコノハナ 単独定期公演 vol.12 ~辰野梨沙・宮口愛絵里 卒業ライブ~」をもって辰野梨沙、宮口愛絵里がグループを卒業。
  - 7月1日 - 「サクヤコノハナ 単独定期公演 vol.16」にて、同年6月13日に新加入が発表されていた新メンバー・桜井ひめかをお披露目。7人体制として初の公演。
  - 7月7日 - 「アイドル横丁夏まつり!!〜2018〜」 に出演。
  - 7月21日・22日 - 「SEKIGAHARA IDOL WARS 2018～関ケ原唄姫合戦～」に出演。
  - 7月26日 - サクヤコノハナ追加メンバーの募集を開始[4] （その後8月31日に該当者なしの結果が発表された）
  - 8月5日 - 「TOKYO IDOL FESTIVAL 2018」に出演。デビュー1年半足らずでいわゆる夏の4大アイドルフェスのうちの3つに出演という快挙を達成。
  - 9月3日 - 難波みのりがグループからの卒業を発表。卒業公演等は行わずこの日をもってライブ活動を終了した。
  - 10月4日 - 「サクヤコノハナ 単独定期公演Vol.22」において「サクヤコノハナ 4thワンマンLIVE@サンケイホールブリーゼ -今 自分を 超えろ-2019.1.6」の開催を発表。
  - 12月13日 - 公式Twitterにおいて12月8日に解散した同事務所のグループ それでも時代はまわってます。の元メンバー楠木しゅりの加入と4thワンマンライブでのお披露目を発表。
- 2019年
  - 1月6日 - サンケイホールブリーゼ（大阪市）にて「サクヤコノハナ 4thワンマンLIVE@サンケイホールブリーゼ -今 自分を 超えろ-2019.1.6」を開催。楠木しゅりを加えた7人体制をお披露目。また同公演にて日本コロムビア系のメジャーアイドルレーベル・Victoria Beatsからの1stミニアルバムのリリースを発表。[5][6]
  - 1月26日・27日 -  タイ・バンコクで開催の「JAPAN EXPO THAILAND 2019」に出演。[7]
  - 4月16日 - 1stミニアルバム「Farewell」リリース。オリコンアルバムデイリーチャート1位を獲得。
  - 5月18日 - 阪上彩香・阪上晴香・桜井ひめか・渡辺葉月がグループからの卒業を発表。
  - 7月1日 - 「サクヤコノハナ 単独定期公演 vol.51 ~渡辺葉月・阪上彩香・阪上晴香・桜井ひめか 卒業ライブ~」をもって渡辺葉月・阪上彩香・阪上晴香・桜井ひめかがグループを卒業。
  - 7月6日 - 「サクヤコノハナ 単独定期公演 vol.53～新体制お披露目ライブ～」にて、6月9日に新加入が発表されていた新メンバー（川口星・高田あかり・福本奈緒）をお披露目。
  - 7月20日・21日 - 「SEKIGAHARA IDOL WARS 2019～関ケ原唄姫合戦～」に出演。
  - 8月11日・12日 - 「ドラゴンクイーンズ フェスティバル～竜王アイドル夏祭り～」に出演。
  - 8月25日 - 「@JAM  EXPO 2019」に出演。
  - 10月8日 - 「サクヤコノハナ 単独定期公演Vol.63」において「サクヤコノハナ 5thワンマンLIVE@名古屋ダイアモンドホール -誇らしい自分になって-2020.2.23」の開催を発表。
  - 12月15日 - 公式Twitter（現X）において新メンバー・西村アンの加入を発表。
  - 12月24日 - 大手電気機器メーカー・タイガー魔法瓶製ホットプレート「CRL-A30」の海外向け製品PR用動画に出演。配信開始。[8]
  - 12月29日 - 「サクヤコノハナ 単独定期公演 Vol.72」にて西村アンをお披露目。
- 2020年
  - 1月12日 - アキシブproject presents「梅田Banana Hall-3マン無銭乱舞-」（大阪・Banana-Hall）にて西村アンがパフォーマンスおよび特典会デビュー[9]。
  - 1月16日 - カラオケチェーン店・パセラの曲間映像にて5thワンマンライブの告知を放映。（～2月15日／全店向け）
  - 1月25日 - 初の単独主催ライブ「サクヤコノハナ 無銭Run!!」開始。
  - 2月1日・2日 -  タイ・バンコクで開催の「JAPAN EXPO THAILAND 2020」に2年連続の出演。[10]
  - 2月23日 - ダイアモンドホール（名古屋市）にて「サクヤコノハナ 5thワンマンLIVE@名古屋ダイアモンドホール-誇らしい自分になって-2020.2.23」を開催。同公演にて2ndシングル『あいまいME』のリリース[11]、グループ初の東京でのワンマンライブ（渋谷WWW）、大阪での6回目となるナンバリングワンマンライブ（なんばHATCH）の開催を発表。
  - 3月2日 - 新型コロナウイルス(COVID-19)感染拡大予防の観点から同月12日までのライブ活動自粛を発表。その後一旦再開するも、同月30日より再び自粛。
  - 4月7日 - マンツーマン型のビデオ通話サービス「WithLIVE」に参入。[12]
  - 4月27日 - 新型コロナウイルス(COVID-19)感染拡大の影響により、当初の4月28日から5月19日に延期となっていた2ndシングル『あいまいME』のリリースを8月5日に再延期すると発表。
  - 6月22日 - 所属事務所全体の主催イベント自粛方針にともない7月26日に開催予定だった6thワンマンライブの延期を発表
  - 7月14日 -  名古屋X-HALLで開催の主催ライブ「Girls Delight Online vol.6 」に出演。およそ3ヶ月ぶりの有観客でのステージとなった。
  - 7月18日 -  アジアで初のバーチャルオールジャパンイベント「JAPAN EXPO MALAYSIA 2020 GOES VIRTUAL」に出演。
  - 7月26日 - 事務所主催のオーディション「LIVE PLANET総合オーディション」に合格した月野しずく・山田雛のグループ加入を発表。
  - 7月28日 - 人気モバイルゲーム・「ロードモバイル」の広告出演権をかけた「ロードモバイル関西アイドルグループ対抗戦」に参加。
  - 7月29日 - 8月5日に延期となっていた2ndシングル『あいまいME』のリリースを12月1日に再々延期すると発表。
  - 9月26日 - 大阪のライブハウスBIG CATで開催された「サクヤコノハナ 新体制お披露目ライブ」にて新メンバー月野しずく・山田雛がステージデビュー。
  - 11月10日 - 月野しずくの活動辞退の申し出を受け、当日付けでのグループ脱退が運営より発表される。
- 2021年
  - 5月25日 - 楠木しゅり・西村アンの卒業を発表[13]。
- 2022年
  - 9月4日 - 坂井真彩・水城こま・藤崎ゆきあの加入を発表[14]したが、同月30日に藤崎の活動辞退が発表された[15]。
- 2023年
  - 2月11日 - 三宅ゆりあが加入することを発表[16]。
  - 3月29日 - 永井里桜が加入することを発表[17]。
  - 4月2日 - 7月1日に髙田あかりが卒業することを発表[18]。
  - 11月30日 - 2024年3月2日に川口星が卒業することを発表[19]。
- 2024年
  - 1月9日 - 夏をもって瀬山まどかのグループ卒業を発表[20]。
  - 3月9日 - 三宅ゆりあがグループ脱退・契約解除[21]。
  - 8月9日、大阪のライブハウスBIG CATにて「瀬山まどか卒業公演」を開催。同日瀬山まどか卒業[22]。
  - 8月24日、冬をもって卒業予定であった山田雛・水城こまの卒業撤回を発表。メンバーが2名（坂井・永井）に激減するという事態は回避された[23]。
  - 8月25日、新メンバーが4人加入することを発表。10月18日にお披露目する。
- 2025年
  - 3月27日、天瀬はるが本人からの活動辞退申し出により脱退[24]。
  - 6月6日、チェヨンが加入することを発表[25]。7月7日にお披露目。

## メンバー

### 現メンバー
| 氏名     | よみ          | 愛称               | 生年月日               | 出身地 | 担当色   | 活動期間         | 備考                               |
| -------- | ------------- | ------------------ | ---------------------- | ------ | -------- | ---------------- | ---------------------------------- |
| 山田雛   | やまだ ひな   | おひな、山田       | 2000年10月4日（24歳）  | 埼玉県 | 緑       | 2020年9月26日～  |                                    |
| 坂井真彩 | さかい まや   | まやりん           | 2000年11月15日（24歳） | 愛知県 | ピンク   | 2022年9月4日～   | 元パステルガレット（アイドル教室） |
| 水城こま | みずき こま   | こまちゃん、こまち | 2001年11月28日（23歳） | 大阪府 | 水色     | 2022年9月4日～   | 元さとりモンスター                 |
| 永井里桜 | ながい りお   | りおたん           | 2001年9月13日（23歳）  | 兵庫県 | 赤       | 2023年3月29日～  | リーダー                           |
| 月見める | つきみ める   | めるちゃん         | 2004年1月13日（21歳）  | 埼玉県 | 黄色     | 2024年10月18日～ |                                    |
| 星野あみ | ほしの あみ   | あみち             | 2006年12月12日（18歳） | 大阪府 | オレンジ | 2024年10月18日～ | 元ちゃーぴんグッ                   |
| 櫻井さり | さくらい さり | さりた             | 2008年7月5日（17歳）   | 滋賀県 | 紫       | 2024年10月18日～ |                                    |
| チェヨン | ちぇよん      | チェヨン           | 2004年10月26日（20歳） | 韓国   | 白       | 2025年7月7日～   |                                    |

### 旧メンバー
| 氏名       | よみ            | 愛称                 | 生年月日               | 出身地   | 担当色   | 活動期間                      | 備考           |
| ---------- | --------------- | -------------------- | ---------------------- | -------- | -------- | ----------------------------- | -------------- |
| 辰野梨沙   | たつの りさ     | りさりん             | 1995年5月17日（30歳）  | 滋賀県   | 青       | 2017年3月11日～2018年6月6日   | 初代リーダー   |
| 宮口愛絵里 | みやぐち あえり | あえりん             | 1996年7月3日（29歳）   | 兵庫県   | ピンク   | 2017年3月11日～2018年6月6日   |                |
| 難波みのり | なんば みのり   | みのりん             | 2002年10月4日（22歳）  | 大阪府   | 緑       | 2017年3月11日～2018年9月3日   |                |
| 阪上彩香   | さかがみ あやか | あやちぃ             | 1999年6月16日（26歳）  | 兵庫県   | 白       | 2017年3月11日～2019年7月1日   | 2代目リーダー  |
| 阪上晴香   | さかがみ はるか | はるちぃ             | 1999年6月16日（26歳）  | 兵庫県   | 黄色     | 2017年3月11日～2019年7月1日   |                |
| 桜井ひめか | さくらい ひめか | ひめ                 | 2000年9月6日（24歳）   | 京都府   | ピンク   | 2018年7月1日～2019年7月1日    |                |
| 渡辺葉月   | わたなべ はづき | はづはづ             | 1997年11月23日（27歳） | 大阪府   | 紫       | 2017年3月11日～2019年7月1日   |                |
| 福本奈緒   | ふくもと なお   | なおぴ               | 2001年7月26日（24歳）  | 愛知県   | 紫       | 2019年7月6日～2019年12月8日   |                |
| 月野しずく | つきの しずく   | ぷるるん             | 1999年7月23日（26歳）  | 東京都   | 紫       | 2020年9月26日～2020年11月10日 |                |
| 楠木しゅり | くすのき しゅり | しゅりり             | 2001年6月4日（24歳）   | 埼玉県   | 水色     | 2019年1月6日～2021年7月18日   | 後にEMNee      |
| 西村アン   | にしむら あん   | あん                 | 2002年4月11日（23歳）  | 大阪府   | ピンク   | 2019年12月29日～2021年7月18日 |                |
| 嶋田のあ   | しまだ のあ     | のあぶ～             | 2001年5月8日（24歳）   | 兵庫県   | オレンジ | 2017年3月11日～2022年8月28日  | 現ノルニル     |
| 藤崎ゆきあ | ふじさき ゆきあ | ゆきあ               | 2002年8月20日（22歳）  | 神奈川県 | 紫       | 2022年9月4日～2022年9月30日   |                |
| 髙田あかり | たかだ あかり   | あかり、あかりん     | 2003年2月23日（22歳）  | 京都府   | 黄色     | 2019年7月6日～2023年7月1日    | 現I MY ME MINE |
| 川口星     | かわぐち らら   | らたん、ららたん     | 2000年5月24日（25歳）  | 大阪府   | 白       | 2019年7月6日～2024年3月2日    | 3代目リーダー  |
| 三宅ゆりあ | みやけ ゆりあ   | ゆりあ、ゆりあちゃん | 2005年5月16日（20歳）  | 京都府   | オレンジ | 2023年2月11日～2024年3月9日   | 元NMB48        |
| 瀬山まどか | せやま まどか   | どかちゃん           | 1998年6月23日（27歳）  | 奈良県   | 赤       | 2017年3月11日～2024年8月9日   |                |
| 天瀬はる   | あませ はる     | はるちゃん           | 2007年9月22日（17歳）  | 兵庫県   | 白       | 2024年10月18日～2025年3月27日 |                |

## 作品

### シングル
|   | リリース      | タイトル（表題曲) | 共通c/w                                 | タイプ別c/w | タイプ別c/w                | 品番       | レーベル        |
| - | ------------- | ----------------- | --------------------------------------- | ----------- | -------------------------- | ---------- | --------------- |
| 1 | 2018年1月10日 | ココロノトビラ    | 進め！ひたむきダッシュ MessageSong      | Type-A      | ときめKissなフェスティバル | POCE-11071 | OTODAMA RECORDS |
| 1 | 2018年1月10日 | ココロノトビラ    | 進め！ひたむきダッシュ MessageSong      | Type-B      | 輝きストーリー             | POCE-11072 | OTODAMA RECORDS |
| 1 | 2018年1月10日 | ココロノトビラ    | 進め！ひたむきダッシュ MessageSong      | Type-C      | MAGICAL HERO               | POCE-11073 | OTODAMA RECORDS |
| 1 | 2018年1月10日 | ココロノトビラ    | 進め！ひたむきダッシュ MessageSong      | Type-D      | Try and error              | POCE-11074 | OTODAMA RECORDS |
| 1 | 2018年1月10日 | ココロノトビラ    | 進め！ひたむきダッシュ MessageSong      | Type-E      | きみだけに                 | POCE-11075 | OTODAMA RECORDS |
| 2 | 2020年12月1日 | あいまいME        | 輝きフューチャー 春色LOVER ミライハズム | Type-A      | なし                       | QARF-10027 | Victoria Beats  |
| 2 | 2020年12月1日 | あいまいME        | 輝きフューチャー 春色LOVER ミライハズム | Type-B      | なし                       | QARF-10028 | Victoria Beats  |
| 2 | 2020年12月1日 | あいまいME        | 輝きフューチャー 春色LOVER ミライハズム | Type-C      | なし                       | QARF-10029 | Victoria Beats  |
| 2 | 2020年12月1日 | あいまいME        | 輝きフューチャー 春色LOVER ミライハズム | Type-D      | なし                       | QARF-10030 | Victoria Beats  |
| 2 | 2020年12月1日 | あいまいME        | 輝きフューチャー 春色LOVER ミライハズム | Type-E      | なし                       | QARF-10031 | Victoria Beats  |

### ミニアルバム
|   | リリース      | タイトル | 収録楽曲 | 収録楽曲 | 収録楽曲               | 品番       | レーベル       |
| - | ------------- | -------- | --- | -------- | ---------------------- | ---------- | -------------- |
| 1 | 2019年4月16日 | Farewell | 【各type共通】 #Farewell 1. サヨナラは風がかき消した 2. 友達のままで 3. 100% 4. ロマンス発飛行船 5. merry go round city 6. 恋花火 | Type A   | 8.しゃぼん玉           | QARF-10004 | Victoria Beats |
| 1 | 2019年4月16日 | Farewell | 【各type共通】 #Farewell 1. サヨナラは風がかき消した 2. 友達のままで 3. 100% 4. ロマンス発飛行船 5. merry go round city 6. 恋花火 | Type B   | 8.FLOWER               | QARF-10005 | Victoria Beats |
| 1 | 2019年4月16日 | Farewell | 【各type共通】 #Farewell 1. サヨナラは風がかき消した 2. 友達のままで 3. 100% 4. ロマンス発飛行船 5. merry go round city 6. 恋花火 | Type C   | 8.マカロンカラーの少女 | QARF-10006 | Victoria Beats |
| 1 | 2019年4月16日 | Farewell | 【各type共通】 #Farewell 1. サヨナラは風がかき消した 2. 友達のままで 3. 100% 4. ロマンス発飛行船 5. merry go round city 6. 恋花火 | Type D   | 8.Do It 恋するWeek!!   | QARF-10007 | Victoria Beats |

### 楽曲一覧
| #  | 公開日         | 曲名                       | 作詞作曲                                                    | 備考                                                                                         |
| -- | -------------- | -------------------------- | ----------------------------------------------------------- | -------------------------------------------------------------------------------------------- |
| 1  | 2017年3月11日  | 輝きストーリー             | 作詞・作曲：SoCo                                            |                                                                                              |
| 2  | 2017年3月11日  | 進め！ひたむきダッシュ     | 作詞・作曲：SoCo                                            |                                                                                              |
| 3  | 2017年3月11日  | ときめKissなフェスティバル | 作詞・作曲：SoCo                                            |                                                                                              |
| 4  | 2017年3月11日  | きみだけに                 | 作詞・作曲：COMRIZED                                        | DREAMING MONSTERの曲をカバー                                                                 |
| 5  | 2017年5月27日  | MAGICAL HERO               | 作詞・作曲：COMRIZED                                        |                                                                                              |
| 6  | 2017年6月30日  | Message song               | 作詞・作曲：SoCo                                            |                                                                                              |
| 7  | 2017年7月21日  | ココロノトビラ             | 作詞・作曲：COMRIZED                                        |                                                                                              |
| 8  | 2017年9月16日  | Try and error              | 作詞・作曲：COMRIZED                                        |                                                                                              |
| 9  | 2017年11月4日  | ロマンス発飛行船           | 作詞・作曲：SoCo                                            |                                                                                              |
| 10 | 2017年11月18日 | しゃぼん玉                 | 作詞：COMRIZED 作曲：tatsuo tanaka                          |                                                                                              |
| 11 | 2018年1月24日  | Merry go round city        | 作詞：田辺晋太郎 作曲：田辺晋太郎・RICKY                    |                                                                                              |
| 12 | 2018年2月11日  | 100%                       | 作詞：岡村元義 作曲：tatsuo tanaka                          | HIGH SPIRITSの曲をカバー                                                                     |
| 13 | 2018年3月11日  | FLOWER                     | 作詞：田辺晋太郎 作曲：tatsuo tanaka                        |                                                                                              |
| 14 | 2018年5月26日  | Farewell                   | 作詞：岡村元義 作曲：COMRIZED                               |                                                                                              |
| 15 | 2018年7月1日   | 恋花火                     | 作詞・作曲：SoCo                                            |                                                                                              |
| 16 | 2019年1月6日   | Do It 恋するWeek!!         | 作詞・作曲：IMAKISASA                                       | 「それでも時代はまわってます。」からの受け継ぎ曲                                             |
| 17 | 2019年1月6日   | マカロンカラーの少女       | 作詞：mamimi 作曲：WolfJunk                                 | 「それでも時代はまわってます。」からの受け継ぎ曲                                             |
| 18 | 2019年1月11日  | サヨナラは風がかき消した   | 作詞・作曲：Akira Sunset・APAZZI                            |                                                                                              |
| 19 | 2019年4月16日  | 友達のままで               | 作詞：KIMIKA・鐘撞行孝・Akira Sunset 作曲：鐘撞行孝・KIMIKA |                                                                                              |
| 20 | 2019年7月21日  | 輝きフューチャー           | 作詞：MANAKO 作曲：高田翼                                   | 「それでも時代はまわってます。」からの受け継ぎ曲                                             |
| 21 | 2020年2月23日  | あいまい ME                | 作詞：菊池諒 作曲・編曲：えとゆま                           | 振付：大木健汰 関西テレビ放送『火曜は全力！華大さんと千鳥くん』2021年4月度エンディングテーマ |
| 22 | 2020年3月20日  | 春色LOVER                  | 作詞：mamimi 作曲：WolfJunk                                 |                                                                                              |
| 23 | 2021年3月11日  | ミライハズム               | 作詞：西野史人・穴田理宇 作曲：穴田理宇                     |                                                                                              |
| 24 | 2021年6月5日   | キミは僕のTARGET           | 作詞：Aki 作曲：SAIKI                                       | 「それでも時代はまわってます。」からの受け継ぎ曲                                             |
| 25 | 2021年9月5日   | 鮮烈ミリオンWEEK           | 作詞：菊池諒 作曲：RYOKO                                    | 振付：大木健汰                                                                               |
| 26 | 2022年9月22日  | マジ君アンサンブル         | 作詞：菊池諒 作曲：菊池諒・ミヤハラサト 編曲ミヤハラサト    | 振付：大木健汰                                                                               |
| 27 | 2022年10月16日 | LOVE&PARADISE              | 作詞：RENES 作曲：渡邉慶太                                  | アキシブprojectの楽曲をカバー                                                                |
| 28 | 2022年12月4日  | Convenience Girls          | 作詞・作曲・編曲：T4K                                       | 振付：大木健汰                                                                               |
| 29 | 2023年5月27日  | 未来の花                   | 作詞：岡村元義 作曲：鐘撞行孝                               | 振付：大木健汰                                                                               |
| 30 | 2024年3月11日  | トメラレナイ               | 作詞：DJ Seigo・横井香菜 作曲：DJ Seigo 編曲：中野晃        | 振付：大木健汰                                                                               |
| 31 | 2024年7月26日  | ドキドキサマーラヴ         | 作詞作曲：後藤拓也 編曲：綾垣航                             |                                                                                              |
| 32 | 2024年         | winter love song           | 作詞作曲：後藤拓也 編曲：長谷部隼一                         | 振付：大木健汰                                                                               |

### メンバーTwitter
- 山田雛 (@hina_SKKH) - X（旧Twitter）
- 坂井 真彩 (@maya_SKKH) - X（旧Twitter）
- 水城 こま (@koma_SKKH) - X（旧Twitter）
- 永井 里桜 (@rio_SKKH) - X（旧Twitter）
- 月見 める (@meru_SKKH) - X（旧Twitter）
- 星野 あみ (@ami_SKKH) - X（旧Twitter）
- 櫻井 さり (@sari_SKKH) - X（旧Twitter）